# Mount Warning
Der rund 40 Kilometer Luftlinie von der Pazifikküste entfernte Mount Warning (in der Sprache der Aborigines Wollumbin genannt) ist der zentrale Vulkanschlot des Tweed Volcano, eines der größten Vulkane Australiens und der südlichen Hemisphäre. Der 1156 m hohe Berg befindet sich etwa 145 Kilometer Fahrtstrecke südlich von Brisbane, ungefähr 63 Kilometer nordwestlich von Byron Bay und 14 Kilometer von Murwillumbah entfernt im Nordosten des Bundesstaates New South Wales, nahe der Grenze zu Queensland.

## Name
Den Namen Mount Warning vergab der britische Seefahrer James Cook auf seiner Entdeckungsreise am 16. Mai 1770, als er an der Küste entlang segelte. Cook wollte nach ihm kommende Schiffe darauf hinweisen, dass sich dort gefährliche Gewässer mit Riffen befinden. In der Sprache der Aborigines der Bandjalung-Yugambeh ist der „Wollumbin“ der Patriarch der Berge. Es gibt auch weitere Deutungen wie Wolkenfänger oder Wettermacher.

## Geologie
Der Tweed Volcano brach vor etwa 23 Millionen Jahren mit Lava, Rhyolith und Ascheregen aus. Über einen Zeitraum von 3 Millionen Jahre entstand ein großer Vulkankomplex mit einer Kraterhöhe von 1900 m. In dem langen Zeitraum gab es auch Ruhephasen. Heute ist der Krater des Vulkans größtenteils erodiert. Der Kraterrand ist noch im Tweed Valley erkennbar, wo er eine Höhe von 1000 m erreicht. Im Zentrum des Schildvulkans liegt heute der Mount Warning. Die Eruptionen des Vulkans erfolgten in drei Phasen, zunächst floss Lava aus, anschließend folgte die explosive Phase, in der Rhyolith ausgestoßen wurde. In der Endphase floss erneut Lava. Neben dem zentralen Schlot, dem heutigen Mount Warning, gab es auch Nebenschlote.
Heute liegen auf dem Gebiet des Tweed Volcano Berge und Gebirgszüge wie die Border Ranges und McPherson Range und die Hochplateaus Tambourine Mountain, Lamington Plateau und Springbrook Plateau.

## Mount Warning/Wollumbin Trail
Ein etwa 4,4 Kilometer langer Wanderweg führt von Breakfast Creek auf den Berggipfel. Mehr als 60.000 Personen bestreiten diesen Weg jedes Jahr. Die Wanderung erfordert eine gewisse Fitness. Da der Berg von den dortigen Aborigines für Zeremonien genutzt wird, wird um Rücksichtnahme gebeten.
Der Wanderweg wurde am 26. Januar 2013 durch starken Regenfall schwer zerstört und von der Verwaltung des Nationalparks gesperrt. Erst am 23. September 2013 konnte er wieder freigegeben werden.
Der Summit Track ist seit einiger Zeit geschlossen. Wollumbin / Mount Waring gehört zu dem Gebieten der Aboriginal nations, genauer den Bundjalung nation aus Nord New South Wales. Für sie ist es ein heiliger Ort und somit wurde das Gebiet und insbesondere der Summit Track von den NSW National Parks and Wildlife Service gesperrt.

## Mount-Warning-Nationalpark
Der ursprüngliche Mount-Warning-Nationalpark, in dem der Mount Warning liegt, wurde im Jahr 2009 erweitert und in Wollumbin-Nationalpark umbenannt. Er umfasst heute eine Fläche von 41,17 Quadratkilometer. Der Nationalpark ist Teil des UNESCO-Welterbes Gondwana-Regenwälder Australiens.

## Trivia
- Aufgrund seiner sehr östlichen Lage sowie seiner Höhe wird der Mount Warning morgens als erster Punkt des australischen Festlandes vom Sonnenlicht erhellt.[3]
- Mit dem Titel Mt Warnings Youth Bird ist der Berg außerdem ins neuere australische Liedgut eingegangen.[7]

## Fotos

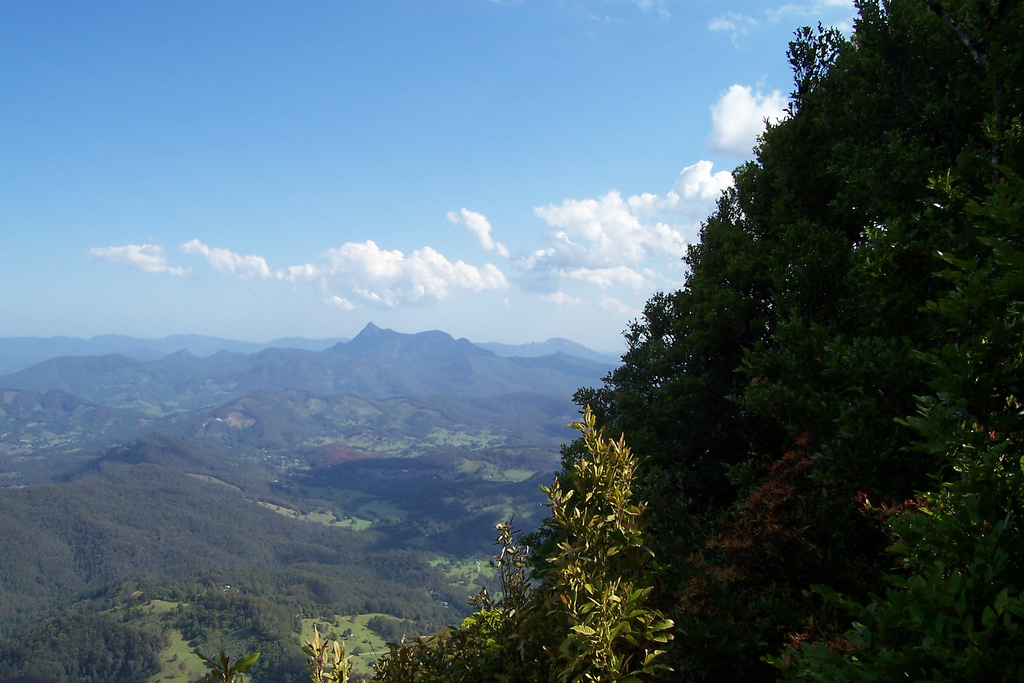
Mount Warning im Hintergrund
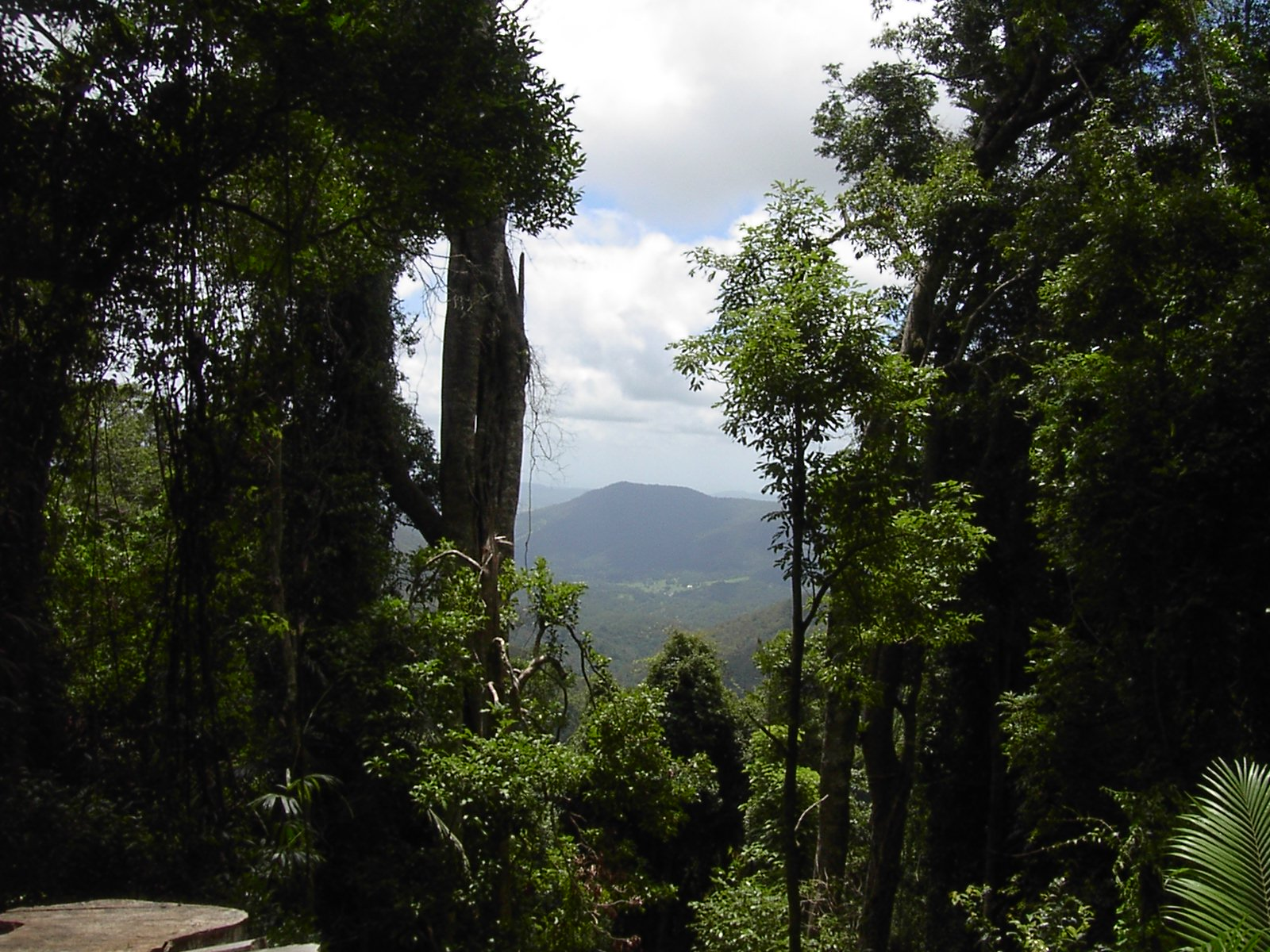
Gipfelweg
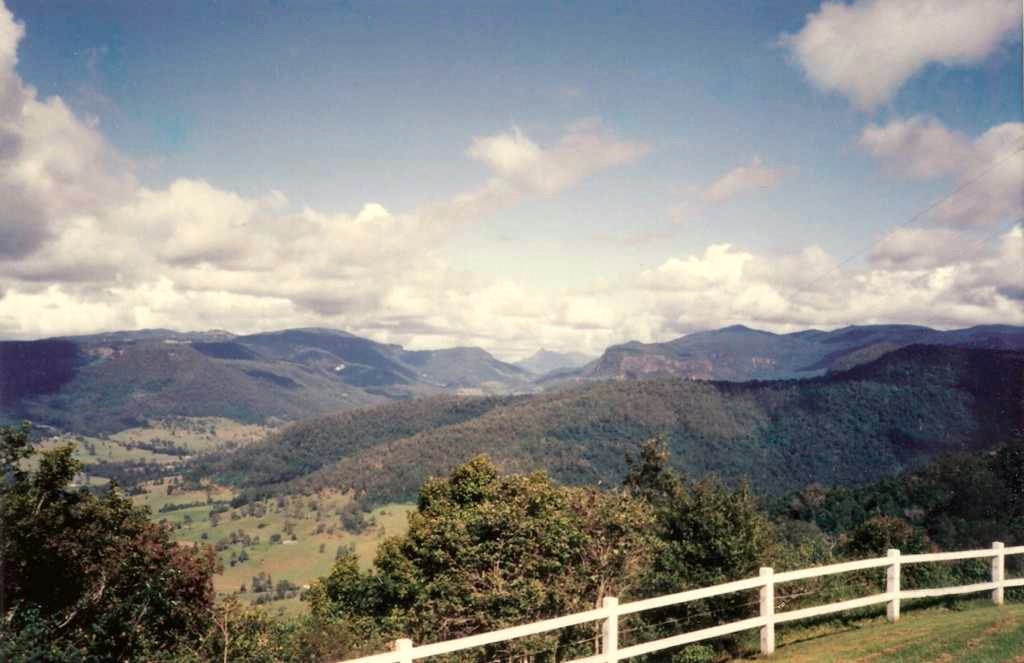
Blick von Beechmont (Queensland)
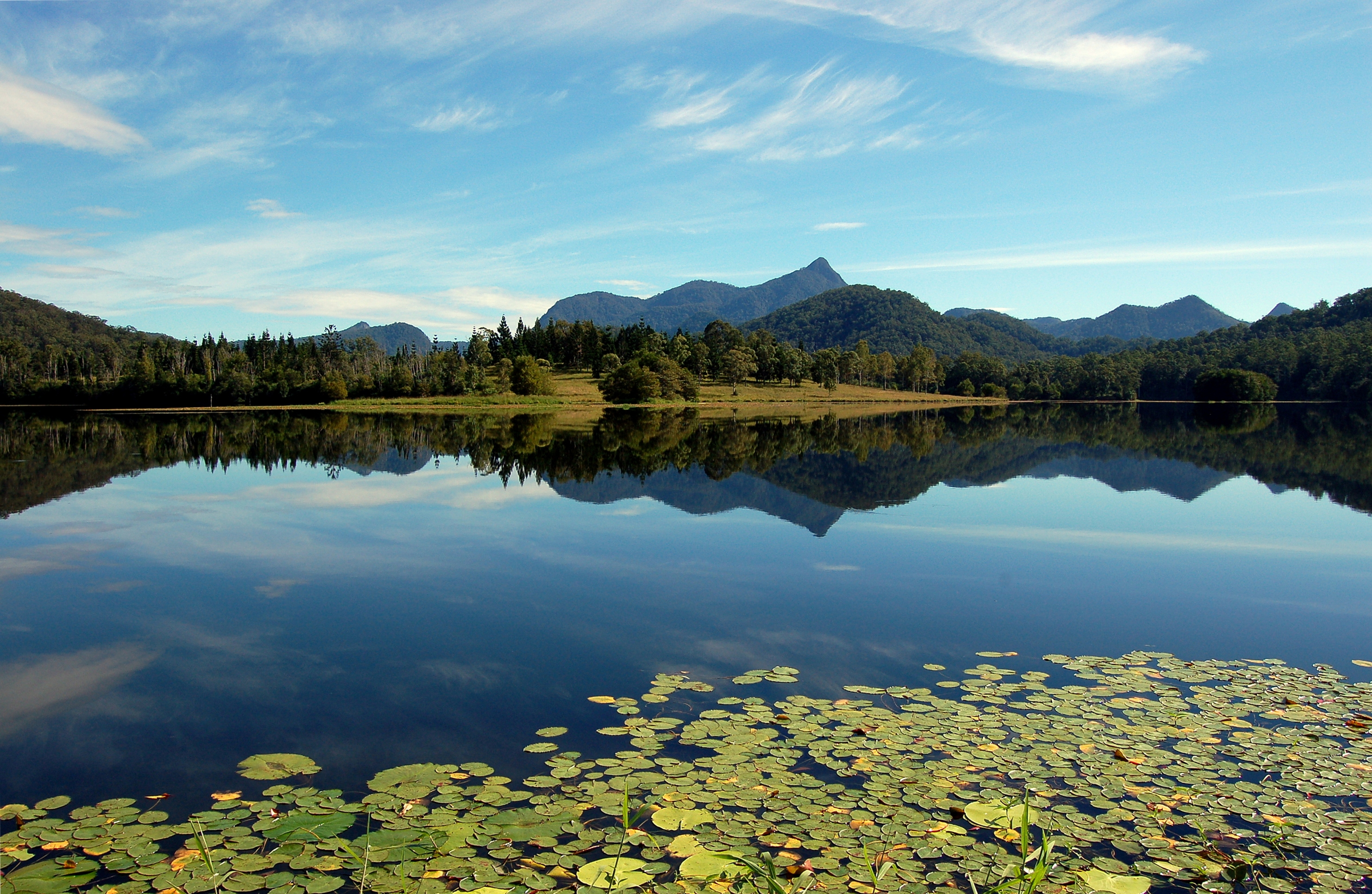
Blick vom Clarrie Hall Dam
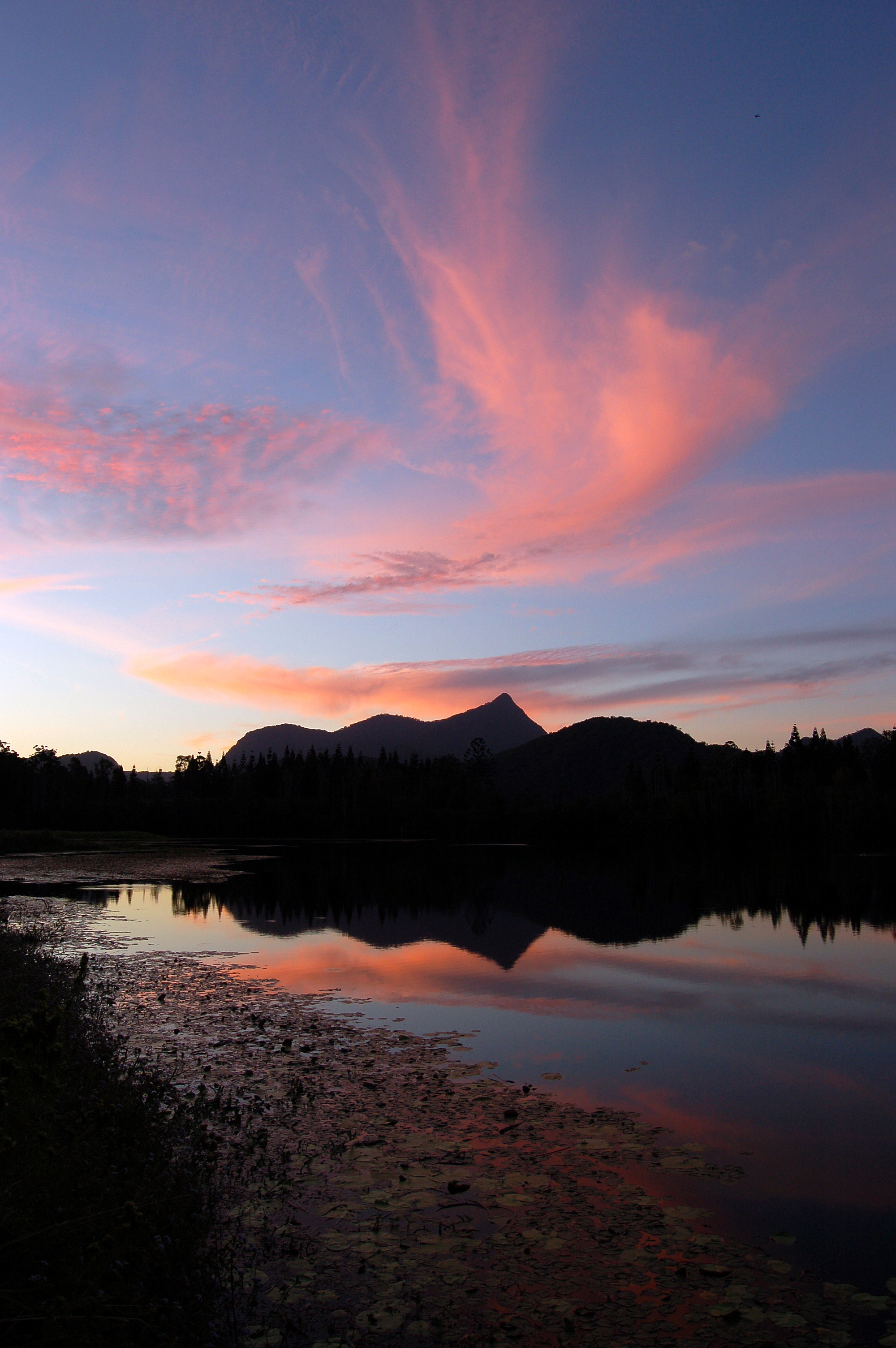
Abendstimmung am Clarrie Hall Dam
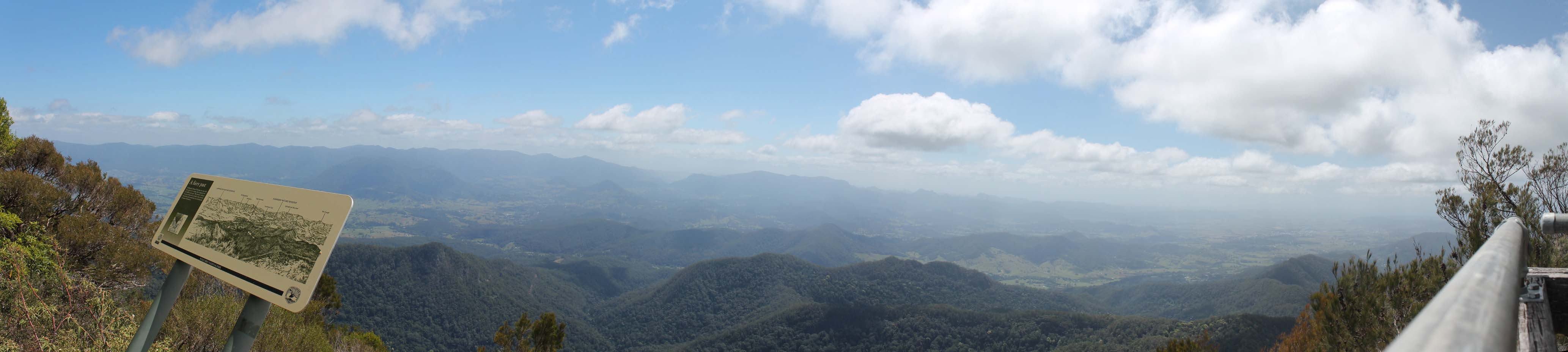
Panorama vom Gipfel des Mount Warning